# Salvatore Parpaglia
Salvatore Raffaele Pasquale Parpaglia (Bosa, 6 aprile 1831 – Bosa, 30 aprile 1916) è stato un avvocato e politico italiano.

## Biografia
Discendente da una importante famiglia di lontane origini piemontesi, imparentata col ramo locale dei conti Piccolomini, è nipote di un capitano dei Barracelli e figlio del vicario reale della sua città natale. 
Si laurea in giurisprudenza a Sassari e apre uno studio legale a Oristano, città dove si stabilisce e della quale è sindaco dal 1899 al 1901. Figura politica di rilievo in ambito regionale vive da protagonista l'epoca della modernizzazione giolittiana mirata ad alleviare la miseria diffusa tra le popolazioni sarde e la crisi sociale del primo novecento. 
Eletto per la prima volta deputato nel 1870 per il collegio di Oristano, viene riconfermato ininterrottamente nello stesso collegio fino al 1886, per essere poi eletto in quello di Cagliari fino al 1897. Nel 1898 viene nominato senatore (rispondendo al prerequisito di essere stato deputato per tre legislature o per sei anni). 
Tra gli eventi che lo vedono protagonista delle battaglie parlamentari vi sono l'eccidio di Bugerru del 1904 (tre minatori uccisi e undici feriti) e le manifestazioni a Cagliari contro il carovita del 1906 (due morti e numerosi feriti). Nel dibattito aperto al Senato sui movimenti popolari sardi e sulla durezza delle repressioni mette in evidenza «le contraddizioni che il moto popolare aveva portato con sé. La folla aveva tentato di distruggere, aveva distrutto, proprio quanto era servito a modernizzare le strutture produttive e quindi a creare maggiore ricchezza. Distruzione a Cagliari delle celle frigorifere, cosa strana e incredibile, ma determinata tuttavia dal pensiero che questo mezzo di conservazione delle carni e dei pesci e di altri generi di consumo debba servire a conservare alto il prezzo dei viveri, facilitandone l'esportazione, privandone così il mercato interno».
È stato uno degli «ultimi grandi notabili di una stagione politica che stava per finire. Ricco di un prestigio che gli derivava dalla sua tradizione nobiliare, dal suo studio legale solido e competente, dalla cultura vasta e dalla prodiga disponibilità in moltissimi comitati di beneficenza».
Massone, fu membro della loggia Libertà e Lavoro, fondata a Oristano nel 1907.
Muore il 30 aprile 1916 e il 4 maggio dello stesso anno il senato regio e il governo, presidente dell'assemblea Giuseppe Manfredi, si riuniscono per commemorarlo.